# La Casa Blanca (Lludient)
La Casa Blanca és una masia abandonada i en ruïnes del terme municipal del Lludient, a la comarca de l'Alt Millars, a l'àrea castellanoparlant del País Valencià.
Situada no gaire lluny de la font del Navarro, on fan frontera els territoris del mateix Lludient, Sucaina, Cirat i Aranyel, s'hi pot accedir amb vehicle a través d'una pista que naix del punt quilomètric 33 de la carretera CV-195 i que enllaça amb l'anomenat camino de la Casa Blanca a l'altura de la masia de la Cantera de Sucaina.
L'any 1934 comptava únicament amb 5 habitants. En el registre següent de població, el de 1940, no apareixen dades d'aquest mas, tot i que els seus veïns podrien haver estat inclosos en la xifra que es recull per a la veïna caseria de l'Hostal.